# Matej Bor
Matej Bor [matêj bôr], (pravo ime Vladimir Pavšič [vládimir pávšič]) slovenski pesnik in pisatelj, * 14. april 1913, Grgar pri Gorici, † 29. september 1993, Radovljica.

## Življenje in delo
Rodil se je v Grgarju pri Gorici očetu Andreju Pavšiču in materi Ani (rojena Pregelj). Po prvi svetovni vojni se je njegova družina preselila v Celje, kjer je obiskoval I. gimnazijo v Celju. Leta 1937 je diplomiral iz slavistike na Filozofski fakulteti Univerze v Ljubljani. Med študijem je pisal gledališke kritike in eseje ter jih objavljal v Ljubljanskem zvonu, kjer je med vojno objavil svoje pesmi. Bil je novinar v Mariboru in profesor. Leta 1941 je vstopil v NOB, kjer je deloval na kulturnem in propagandem področju. Od leta 1965 je bil redni član SAZU. Bil je član SNOS, vodja slovenske oddaje na radiu Beograd ter dopisnik tajnega časopisa v Rimu. Po vojni je bil med letoma 1946 in 1948 direktor Ljubljanske Drame. Med letoma 1959 in 1961 je bil predsednik Društva slovenskih pisateljev, od 1965 do 1961 je bil predsednik Zveze pisateljev Jugoslavije ter od leta 1962 do leta 1966 predsednik slovenskega PEN-a.
Prva pesniška zbirka Previharimo viharje je v ilegali izšla leta 1942, v njej pa se je Bor oklical za "dvornega poeta Veličanstva Revolucije". Zadnja, Šel je popotnik skozi atomski vek, je bila izdana leta 1970. Napisal je 12 dram in več del za mladino. Po njegovem scenariju je bil posnet slovenski film Vesna (1954). Prevajal je večinoma Shakespeareova dela.  V 80. letih 20. stoletja je raziskoval in poskušal prevajati venetske napise na podlagi slovenščine in njenih narečij ter zagovarjal tezo o venetskem izvoru Slovencev.
V svojem življenju je imel tri žene. Prva je bila Elmira Jamarjeva ali tako imenovana partizanka Nina, ki je umrla tekom druge svetovne vojne. Nato se je poročil drugič in dobil dva otroka, Ajdo Nino Pavšič (poročena Marušič) in Mateja Pavšiča. Zatem se poroči še tretjič in zadnjič in dobi hčero Manjo Pavšič.

## Mladinsko delo
Za mladino je objavljal v Cicibanu, Pionirju, Pionirskem listu, Najdihodci (priloga Dela), Malem Rodu (Celovec) in The voice of youth (Chicago). Njegove pesmi za otroke so objavljene tudi v osnovnošolskih berilih. Otroškemu svetu in mladinski literaturi je skušal približati revolucionarno pesniško občutje.

## Nagrade
- Prešernova nagrada, (1947)
- Prešernova nagrada, (1952)
- nagrada Prešernovega sklada, (1962)
- Sovretova nagrada, (1964)
- AVNOJ, (1973)

### Pesniške zbirke
- Previharimo viharje (1942) (COBISS)
- Pesmi (1944) (COBISS)
- Bršljan nad jezom (1951) (COBISS)
- Sled naših senc (1958) (COBISS)
- Podoknice tišini (1983) (COBISS)
- Sto manj en epigram (1985) (COBISS)

### Romani
- Daljave, 1961
- Odloženi, 1981
- Jernov rokopis ali Martinova senca, 1993

### Zbirke za mladino
- Uganke (1951) (COBISS)
- Slike in pesmi o živalih (1956) (COBISS)
- Sračje sodišče ali je, kar je (1961) (COBISS)
- Pesmi za Manjo (1969) (COBISS)
- Ropotalo in ptice (1985) (COBISS)
- Palčki - pihalčki (1991) (COBISS)

### Dramatika
- Raztrganci: Drama v treh dejanjih (1946) (COBISS)
- Težka ura: Igra v dveh slikah (1946) (COBISS)
- Gospod Lisjak (1950) (COBISS)
- Vrnitev Blažonovih; Kolesa temé (1954) (COBISS)
- Zvezde so večne (1960) (COBISS)
- Bele vode: Vesela pesnitev iz davnih dni (1971) (COBISS)
- Šola noči (1971) (COBISS)